# Heinrich Gradl
Heinrich Gradl (* 13. Februar 1842 in Eger, Böhmen; † 3. März 1895 ebenda) war Historiker, Sprach- und Naturforscher, Publizist und von 1878 bis 1895 Leiter des Stadtarchivs Eger.

## Leben
Heinrich Gradl wurde als Sohn des Malers und Bilderhändlers Georg Adam Gradl und dessen Ehefrau Margaretha, Tochter des Malers Georg Kölbl in Eger Nr. 327 geboren.
Als Absolvent des Gymnasiums in Eger studierte er ab 1860 an der Karls-Universität Prag Germanistik und Geschichte. Von 1863 bis 1864 gab er die Halbmonatsschrift Egeria heraus, wurde zunächst Sekretär der Vorschusskasse in Eger und war seit 1869 zunächst Mitarbeiter an der Egerer Zeitung, danach Redakteur von deren politischem Teil und von 1881 bis 1884 Herausgeber der Monatsschrift Egerwellen mit Beiträgen in Egerländer Mundart. Im April 1878 übernahm er nach Vinzenz Prökl (1804–1887) die Leitung des Archivs der Stadt Eger und blieb Stadtarchivar bis zu seinem Unfall mit Todesfolge (er starb an Entkräftung nach einer Unterschenkelamputation) im Jahr 1895.
In seiner Eigenschaft als Archivar verfasste Heinrich Gradl zahlreiche grundlegende Schriften zur Geschichte des Egerlandes, der Stadt Eger und bedeutender Persönlichkeiten der Stadt. Vor allem seine Forschungen zur Herkunft der Familie der Grafen Schlik, Eigentümer des nahegelegenen Silberbergwerks in Sankt Joachimsthal und Burggrafen der Burg Elbogen, fanden Beachtung unter Historikern und Genealogen. Als sein Hauptwerk gilt die Monumenta Egrana. Von dem ursprünglich in mehreren Bänden konzipierten Werk kam es bis zu seinem frühen Tod nur zur Herausgabe des ersten Bandes. Im Egerer Stadtarchiv im Pachelbelhaus am Marktplatz der Stadt ist eine Büste von Heinrich Gradl aufgestellt. Sein Nachfolger als Archivar der Stadt Eger war Karl Siegl.
Gradl heiratete am 23. November 1869 in Eger Maria Elisabeth, geb. Herbst (* 1842 in Budweis). Unter anderem ging aus dieser Ehe der Sohn Hugo Gradl (* 1870 in Eger) hervor, Jurastudent, Schriftsteller und Lyriker, der im 21. Lebensjahr am 27. Juni 1890 an Tuberkulose in Eger verstarb. Sein literarischer Nachlass wurde von seinem Vater veröffentlicht.
Gradl war ein Meister im Spiel des traditionellen egerländischen Dudelsacks (Bock); Konzertreisen sollen ihn weit über das Egerland hinaus geführt haben.

## Publikationen (Auswahl)
- Die Privilegien der Stadt Eger. Festschrift zur Wanderversammlung des „Vereins für Geschichte der Deutschen in Böhmen“ (Eger, Pfingsten 1879). Eger: Verl. der Stadtgemeinde, 1879. 41 S.
- Das Buch der Gebrechen am Egerer Schöffengericht, in: Archiv für Geschichte und Alterthumskunde von Oberfranken 15 H. 2, 1882, S. 215–274
- Die Minderung des Egerlandes. Ein Beitrag zur Geschichte der s. g. Sechsämter, in: Archiv für Geschichte und Alterthumskunde von Oberfranken 15 H. 3, 1883, S. 1–89
- Bamberger Turnierordnung von 1478, in: Bericht des Historischen Vereins für die Pflege der Geschichte des ehemaligen Fürstbistums Bamberg (BHVB) 45, 1883, S. 87–97
- Egerländisches Wörterbuch, Eger 1883
- Die Chroniken der Stadt Eger (= Deutsche Chroniken aus Böhmen, Bd. 3), hrsg. von L. Schlesinger, Prag : Verein für Geschichte der Deutschen in Böhmen, 1884
- Monumenta Egrana. Denkmäler des Egerlandes als Quelle für dessen Geschichte, Bd. 1: 805–1322, Eger: Witz, 1886. (nur 1 Band erschienen)
- Die Ortsnamen im Fichtelgebirge und in dessen Vorlanden. 1. Abt.: Deutsche Ortsnamen, in: Archiv für Geschichte und Alterthumskunde von Oberfranken 18 H. 1, 1890, S. 1–177
- Die Ortsnamen im Fichtelgebirge und in dessen Vorlanden. 2. Abt.: Slawische Ortsnamen, in: Archiv für Geschichte und Alterthumskunde von Oberfranken 18 H. 3, 1892, S. 81–179
- Die Lieder und Sprüche der beiden Meister Spervogel, 1892
- Die Reformation im Egerlande, Eger 1893
- Geschichte des Egerlandes bis 1437, Prag 1893

### Aus den Mittheilungen des Vereines für Geschichte der Deutschen in Böhmen (MVGDB)
- Aus den Sitten und Sagen des Egerlandes. 4 (1866), S. 26 f.
- Die Federbilder in Eger. 5 (1867), S. 207 f.
- Ein Beitrag zu Grenzbestimmung in Westböhmen. 9 (1871), Seite 91–93.
- Die Herkunft der Egerländer. 18 (1880), S. 260–274
- Eger und Heinrich von Plauen 1451 bis 1454. 19 (1881), S. 198–214
- Die Irrlehre der Wirsperger. 19 (1881), S. 270–279
- Materialien zur Geschichte des Ascher Gebietes. 20 (1882), S. 87–98
- Waldsassener Gebiet in Böhmen. 20 (1882), S. 260–265 (enthält Besitzungen des Klosters Waldsassen im sogenannten Stiftland)
- Egers angebliche Verpfändung im Jahre 1213. 20 (1882), S. 265–267 (Einzelheiten zur Erweiterung des Nordgaus)
- Zur Herkunft der Schlicke. 20 (1882), S. 347–351 (Hinweise zu der Herkunft der Grafen Schlik).
- Böhmen und Sachsen. Ein Beitrag zu den Handels- und Kommerz-Verhältnissen um die Mitte des 18. Jahrhunderts. 21 (1883), S. 202–210
- Beiträge zur Geschichte Nordwestböhmens. 21 (1883), S. 158–173, 318–329, 26 (1888), S. 266–282
- Untersuchungen zur deutschen und böhmischen Geschichte. Nordgau und Regio Egere ca. 1100 bis 1322, Verpfändung des Egerlandes. 22 (1884), S. 131–166
- Zur ältesten Geschichte der Regio Egere. 24 (1886), S. 1–33, 205–233
- Noch einmal „Absroth“. 27 (1889), S. 380 f.
- Aus dem Egerer Archive. Beiträge zur Geschichte Böhmens und des Reiches unter Karl, Wenzel und Sigmund. 28 (1890), S. 180–192, 384–391, 29 (1891), S. 73, 79, 376–386, 30 (1892), S. 74–89, 31 (1893), S. 42–53
- Deutsche Volksaufführungen. Beiträge aus dem Egerlande zur Geschichte des Spiels und Theaters. 33 (1895), S. 121–152, 217–241, 315–336